# Maximos IV. Sayegh
Maximos IV. Kardinal Sayegh SMSP, auch Maximos IV. Saïgh, (* 10. April 1878 in Aleppo, Osmanisches Reich; † 5. November 1967 in  Beirut, Libanon) war Patriarch von Antiochien und dem ganzen Orient, von Alexandrien und Jerusalem der Melkitisch Griechisch-Katholischen Kirche.

## Leben
Sayegh empfing am 17. September 1905 die Priesterweihe. 1919 wurde er zum Erzbischof von Tyros ernannt. Am 30. August 1919 empfing er durch Patriarch Demetrius I. Qadi die Bischofsweihe; Mitkonsekratoren waren Bischof Ignazio Homsi und Erzbischof Flaviano Khoury. 1933 erfolgte die Ernennung zum Erzbischof von Beirut und Jbeil.
Am 30. Oktober 1947 wurde er durch die Heilige Synode der Melkitisch Griechisch-Katholischen Kirche in Ain Traz zum Patriarchen gewählt.
Maximos IV. war Wiederbegründer und erster Großmeister des Patriarchalischen Ordens vom Heiligen Kreuz zu Jerusalem.
Er war Teilnehmer des Zweiten Vatikanischen Konzils und galt als wesentlicher Verteidiger der erhaltenswerten Eigenart der orientalischen Kirchen. In seiner in Französisch gehaltenen Rede gab er den Konzilsvätern zur Frage der Liturgiesprache zu bedenken:

„Jede Sprache ist eine liturgische Sprache. […] Latein ist eine tote Sprache, aber die Kirche ist lebendig.“

Am 22. Februar 1965 nahm ihn Papst Paul VI. als Kardinalbischof in das Kardinalskollegium auf.
Maximos IV. Kardinal Sayegh starb am 5. November 1967 in Beirut. Er wurde zunächst in der Kathedrale St. Elias in Beirut aufgebahrt, wo auch die Abschiedsfeier stattfand. Danach wurde sein einbalsamierter Leichnam nach Damaskus überführt und in der dortigen Kathedrale beigesetzt. Drei Jahre später wurden die sterblichen Überreste, dem Testament des verstorbenen Patriarchen entsprechend, in dem von ihm gegründeten Kloster der Sœurs de Notre-Dame du Perpétuel Secours (Schwestern Unserer Lieben Frau von der Immerwährenden Hilfe) in Daroun-Harissa, Libanon, bestattet.